# Psalm 146

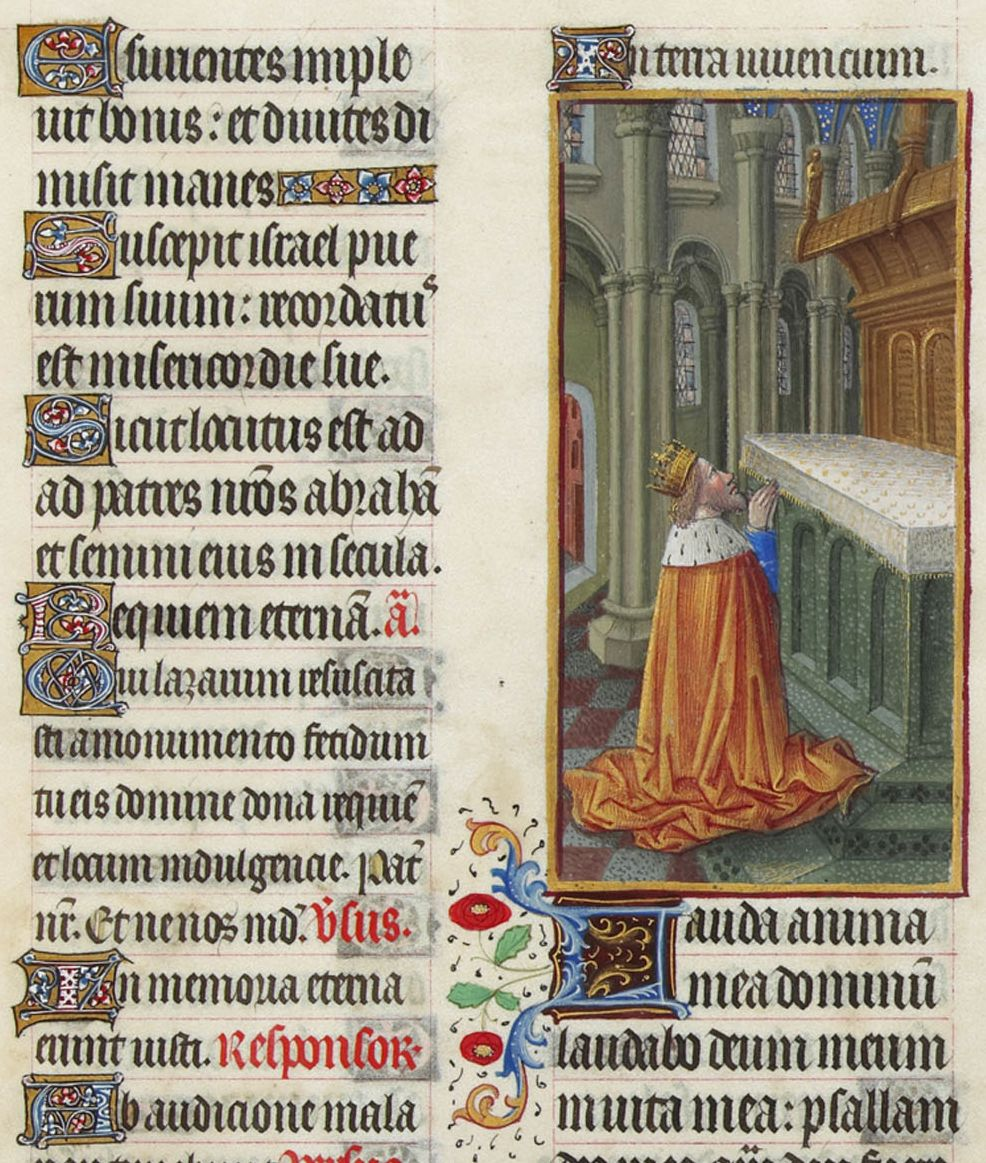
Psalm 146 in dem Stundenbuch Très Riches Heures aus dem 15. Jahrhundert

Der Psalm 146 ist der 146.  der 150 Psalmen im Buch der Psalmen des jüdischen Tanach und des christlichen Alten Testaments. Nach der Nummerierung der griechischen Septuaginta der 145. Psalm. Er ist in zehn Verse aufgeteilt und beginnt und endet mit dem Ruf „Halleluja!“. Er zählt zu den Lobpreis-Psalmen.
Mit dem Psalm 146 beginnt das Kleine Hallel (Ps 146–150).

## Liturgie

### Im Judentum
- der Psalm 146 ist Bestandteil des Psuke desimra aus dem jüdischen Morgengebet und wird dabei täglich rezitiert

### Im Stundengebet der katholischen Kirche
- Laudes am Mittwoch der vierten Woche
- Laudes des Totenoffiziums (alternativ 150)

### In der evangelischen Kirche
- Psalm des 14. Sonntags nach Trinitatis in der Perikopenordnung

## Musikalische Rezeption
Psalm 146 bildet die Grundlage für eine Reihe von kirchenmusikalischen Bearbeitungen:
- Manfred Gerigk: Drei Laudate-Psalmen GerWV 51.
- Paul Gerhardt: Du meine Seele, singe, 1653 mit Melodie von Johann Georg Ebeling, 1666
- Johann Daniel Herrnschmidt: Lobe den Herren, o meine Seele, 1714